# Битва під Бродами
Битва під Бро́дами — відбулася з 13 по 22 або 23 липня 1944 біля міста Броди Львівської області між 13-м корпусом 1-ї танкової армії Вермахту, до складу якого входила 14-та гренадерська дивізія Ваффен СС «Галичина», та радянськими військами 1-го Українського фронту.

## Оперативно-тактичний фон
Станом на 13 липня 1944 року, лінія фронту в Західній Україні проходила лінією Ковель—Тернопіль—Коломия. Німецьке командування віддало наказ про будівництво трьох ліній укріплень, з яких через стрімкий наступ радянських військ було побудовано лише дві.
З квітня до червня 1944 року, радянське командування перегрупувало частини Червоної Армії по всій ширині п'ятисоткілометрового фронту з метою підготовки стратегічної наступальної операції, яка отримала назву Львівсько-Сандомирська наступальна операція. Метою операції було оволодіння Західною Україною та Південною Польщею. Згідно із задумом операції, передбачалося завдання двох концентрованих ударів, з метою прориву німецької лінії укріплень: удар 3-ю гвардійською та 13-ю арміями з півдня Волині в напрямку на Рава-Руську, і удар 60-ю та 38-ю арміями з району Тернополя в напрямку Львова. Після прориву фронту, до коридорів мали ввійти бронетанкові та механізовані дивізії з метою оточити та знищити німецькі війська в районі міста Броди. План був затверджений командуванням 1-го Українського фронту 10 липня. Початок здійснення наступу призначено на 13 липня.
На обороні стояла німецька група армій «Північна Україна» зі штабом у Львові. Вона була значно послаблена, адже німецьке командування перекинуло 6 дивізій на білоруський фронт. У квітні 1944 року пост командувача «Північної України» перейняв від генерал-фельдмаршала Еріха фон Манштейна генерал-фельдмаршал Модель. Успішні військові операції радянських військ в Україні та Білорусі призвели до значних втрат Вермахту. Нестача людської сили на фронтах змусила німецьке командування спрямувати на фронти ваффен-дивізії СС. У травні в Нойгаммері завершилося формування 14-ї гренадерської дивізії Ваффен СС «Галичина». 28 червня 1944 року за наказом командувача групою «Північна Україна» генерал-фельдмаршала Вальтера Моделя дивізія була введена до складу 13-го корпусу 4-ї танкової армії, яка тримала оборону на 160-кілометровій ділянці фронту біля міста Броди. 2 липня 1944 р. дивізія «Галичина», як і весь 13-й армійський корпус, були переведені до складу 1-ї танкової армії, якою командував генерал танкових військ Ергард Раус.
Дивізія «Галичина» зайняла другу (запасну) лінію оборони фронту довжиною 36 км. Загальний склад Української дивізії, розгорнутої під Бродами, становив понад 11 тис. вояків. Окремі німецькі частини, які не встигли залишити фронт, мали до 2 500 вояків. А загалом ХІІІ армійський корпус у складі чотирьох дивізій і частин посилення нараховував близько 40 тис. людей. Перед початком битви корпус мав у своєму розпорядженні лише 50 танків (жодного — в розпорядженні дивізії) і не мав прикриття з повітря.
Від полонених бійців Червоної армії українцям стало відомо, що Конєв планував захопити Українську дивізію в полон і використати її полонених вояків під час заходів, які мали проводитися на святі «визволення» у Львові та Києві.

## Бродівське оточення німецьких військ в контексті Львівської наступальної операції 1-го Українського фронту
«Львівська операція» — таку назву мала наступальна операція, підготовлена штабом 1-го Українського фронту влітку 1944 року. Її вважають першим етапом стратегічної Львівсько-Сандомирської наступальної операції Червоної армії, яка отримала таку назву за досягнутими результатами бойових дій влітку 1944 року.

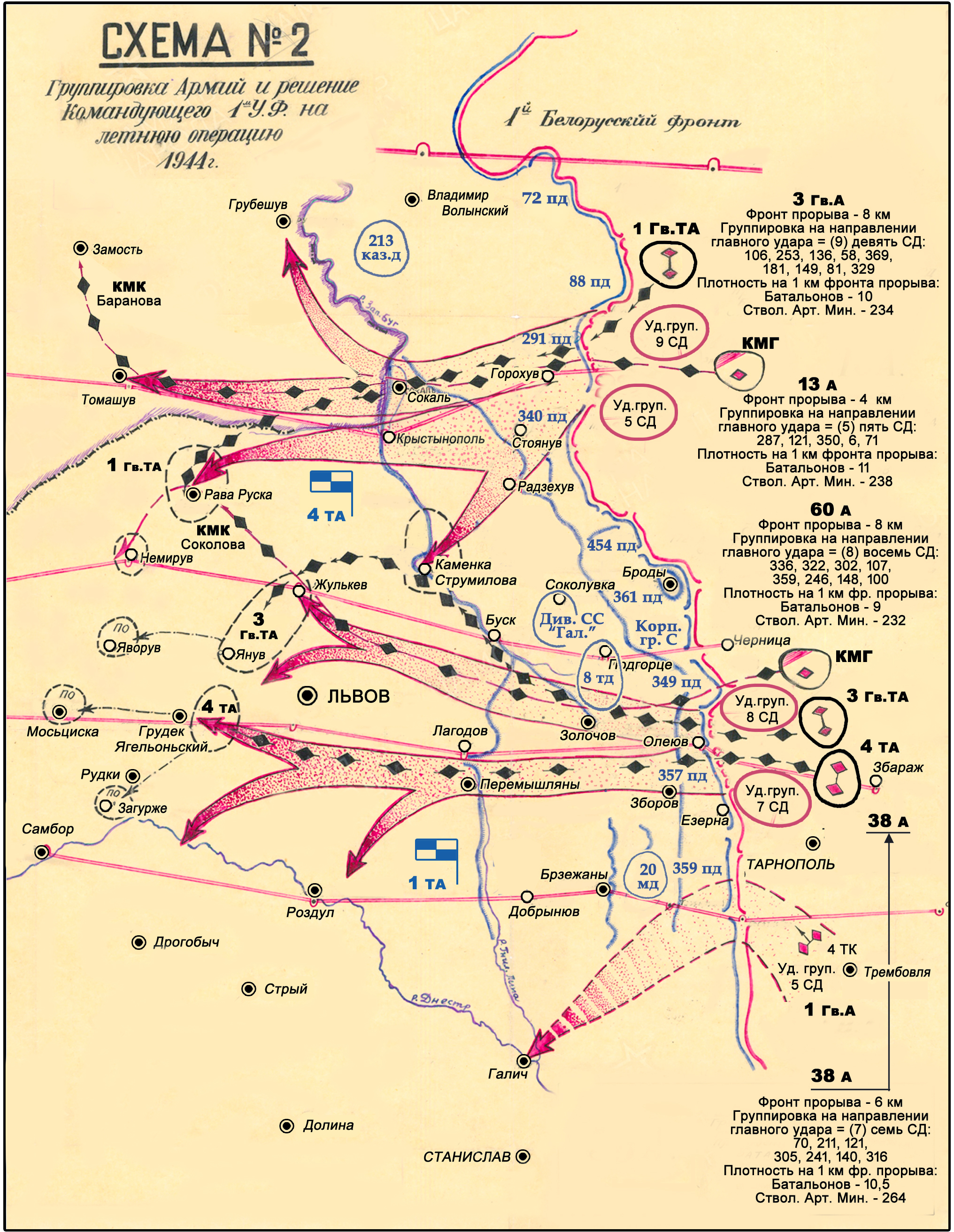
Схема рішення командуючого військами 1-го Українського фронту на літній наступ (Львівську операцію) 1944 р.

Згідно з планом Львівська операція була розрахованої на 5 днів. Планувалося завдати два могутні удари на рава-руському і львівському напрямках, щоб прорвати оборону противнику, ввести в прорив три танкові армії і дві кінно-механізовані групи. Львівська операція мала стати класичним зразком на розчленування, оточення і знищення військ противника. На першому етапі, протягом 3 днів, передбачалося власними силами оточити і знищити бродівське угруповання, а спільно з лівим флангом 1-го Білоруського фронту — володимиро-волинське угруповання. На другому етапі планувалося оточити і знищити львівське та рава-руське угруповання.
Головна і загальна мета Львівської операції, полягала в тому, щоб «ударними угрупованнями загальновійськових армій у взаємодії з танковими арміями і кінно-механізованими групами на п'ятий день операції оточити і знищити Рава-Руське і Львівське угруповання противника і оволодіти містами Львів і Рава-Руська»..
Ядром Бродівського угруповання німецьких військ був 13-й армійський корпус (АК) під командуванням генерала піхоти Артура Гауффе. До складу корпусу входили 361-ша піхотна і 454-та охоронна дивізії, дивізія «Галичина» і корпусна група «C», яка за своїми чисельністю і бойовими засобами прирівнювалася до піхотної дивізії.
Після прориву німецької оборони на рава-руському напрямку від 46-го танкового корпусу 4-ї танкової армії була відрізана 340-ва піхотна дивізія, а на львівському напрямку від 48-го танкового корпусу 1-ї танкової армії — 349-а піхотна дивізія. Обидві дивізії були перепідпорядковані командуванню ХІІІ АК.
Таким чином, прийнято вважати, що бродівське угруповання німецьких військ складалося загалом із шести піхотних дивізій і разом з частинами посилання нараховувало близько 65 тисяч осіб. На ділянці фронту шириною близько 120 км їм протистояли дві радянські загальновійськові армії — 13-а і 60-а, які мали у своєму складі 19 стрілецьких дивізій і близько 220 тисяч людей.
До початку бойових дій у смузі оборони 13-го армійського корпусу Вермахту в оперативному резерві перебувала 8-а танкова дивізія. На ділянці фронту 13-ї і 60-ї армій були зосереджені 3-я гвардійська танкова армія і дві кінно-механізовані групи. Разом — 5 танкових і механізованих корпусів, 2 кавалерійські корпуси загальною чисельністю понад 100 тисяч людей.. Загальне співідношення у живій силі і бойових засобах супротивних сторін матиме такий вигляд:
| Співвідношення сил на ділянці фронту 13-ї і 60-ї армій (120 км) і Бродівського угруповання німецьких військ станом на 13.07.1944 р. |                                                    |                                                                      |                |
| Категорії | 13 А, 60 А, 3 гв. ТА, дві кінно-механізовані групи | 340, 361, 349 пд, 454-та ох., див. «Галичина», корп. група «С», 8 тд | Співвідношення |
| Люди | 320 000                                            | 80 000                                                               | 4 : 1          |
| Стрілецькі / піхотні, кавалерійські дивізії                                                                                         | 25                                                 | 6                                                                    | 4,1 : 1        |
| Танкові, механізовані корпуси / дивізії                                                                                             | 5                                                  | 1                                                                    | 5 : 1          |
| Артилерійські дивізії | 2                                                  | –                                                                    | –              |
| Гармати і міномети | 3967                                               | 723                                                                  | 5,5 : 1        |
| Танки і САУ | 1200                                               | 190                                                                  | 6,3 : 1        |

## Хід битви
Згідно з планом, 13 липня 1944 року, після артилерійського обстрілу та бомбардування німецьких позицій, війська 1-го Українського фронту перейшли до наступу на львівському та рава-руському напрямках. Наступ 3-ї гвардійської та 13-ї радянських армій у напрямі на Раву-Руську не мав серйозних ускладнень для Червоної армії й проходив успішно, позаяк відбувався поза лінією оборони дивізії, і аж у глибокому тилу наступальні радянські армії фланговим ударом замкнули кільце оточення дивізії.
Значно складніше для радянських армій розвивався наступ 60-ї та 38-ї армій у напрямку на Красне — Львів. Після майже цілоденної артилерійської підготовки та запеклих бомбардувань, радянським військам вдалося зрушити частини Української дивізії з їхньої лінії оборони. Але в цей самий день ситуація стабілізувалася: зайнявши нові позиції, частини дивізії провели цілу низку сильних контрударів. Однак становище частин дивізії було вкрай важким. Вона зазнавала великих втрат від повітряних ударів на її позиції, а танкові колони намагалися оточити поодинокі підрозділи Дивізії.
14 липня 30-й полк Дивізії займає позиції між. с. Лукавець і Колтів, другу атаку після обіду відбили і відкинули супротивника.
Упродовж 17-22 липня вершилися запеклі бої під Бродами за участю дивізії СС Галичина. Вона опинилася разом із XIII німецьким корпусом усередині оточувального маневру ЧА. З 11 тисяч офіцерів і вояків дивізії лише, приблизно 3 тисячі вирвалися і дістались на захід. Решта потрапила до полону, загинула або перейшла до лав УПА. Дивізія втратила до 70 % складу, в той час, як німці цілими частинами здавалися до полону.
Не змігши одразу прорвати оборону, Конєв спрямував до бою оперативні резерви — 69-ту механізовану бригаду зі складу 3-ї гвардійської армії, а потім 15-й корпус під командуванням генерал-майора П. В. Тертюшного. Урешті-решт, 60-й армії вдалося створити так званий «Колтівський коридор», довжиною 20 км та шириною близько 6 км, завдяки якому до прориву почали просуватися частини 3-ї гвардійської, а потім і 4-та танкова армія з метою зламати оборону на лінії Сасів — Золочів. Перед наступом радянських танків проводяться інтенсивна артилерійська підготовка й авіаційні удари. Упродовж п'яти годин було здійснено 2 000 нальотів, у тому числі 1 500 нальотів бомбардувальників.
Унаслідок дій військ Конєва 17 і 18 липня перед 13-м корпусом німців постала загроза оточення, і «Галичина» була кинута на різні ділянки для ліквідації небезпечного становища. Важкі бої тривають 17 і 18 липня. Через контрудари 17-го та 18-го липня, танкова армія Лелюшенка була зупинена та скована боєм. Але після запеклих боїв, 3-тя танкова армія змогла прорвати оборону частин дивізії, просунувшись на захід, 19 липня замкнути Дивізію в оточення в районі Буська.
18 липня радянські війська продерлися крізь загороджувальні укріплення, зайняли Броди і відтяли рештки 4-5 дивізій, що були знищені впродовж наступних п'яти днів із втратами для німців 45 тисяч вбитими й полоненими.

## Фронтове хрещення дивізії «Галичина». Оцінки супротивника
У журналі бойових дій військ 1-го Українського фронту дивізія «Галичина» іменувалася здебільшого як «14 пехотная дивизия СС „Галичина“». Натомість у штабних документах 1-ї і 4-ї танкових армій Вермахту, ХІІІ армійського корпусу і корпусної групи «С», нарешті, штабом самої дивізії вживалася назва «14 Galizische SS-Freiwilligen-Division» — «14 Галицька СС-Добровольча дивізія»..
Збереглися накази командира дивізій бригадефюрера СС і генерал-майора ваффен-СС Фріца Фрайтага від 3 і 4 липня 1944 р., у яких зафіксовані саме такі назви німецькою та українською мовами..

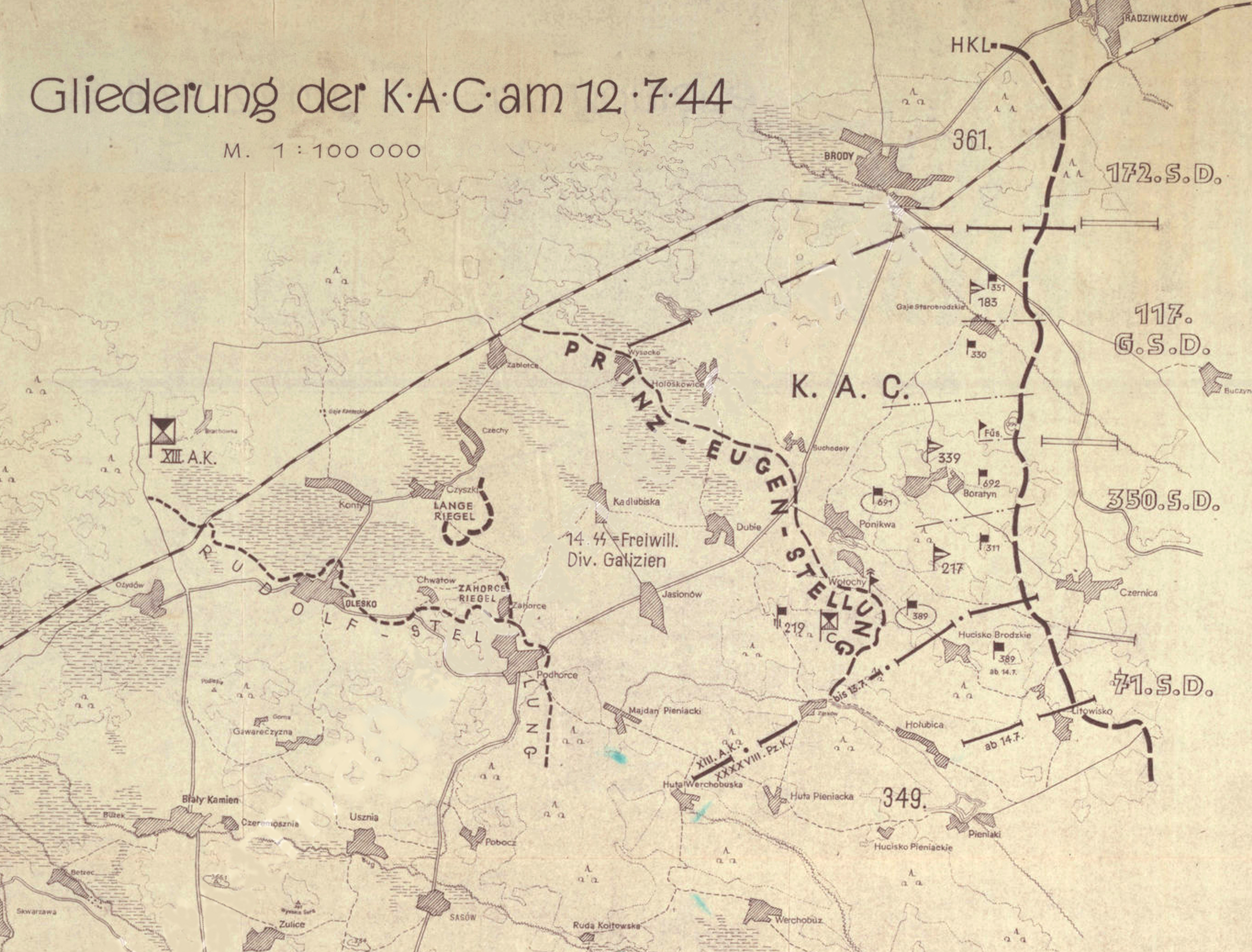
Позиції корпусної групи «С» і дивізії «Галичина» під Бродами.

Очевидно, мав цілковиту слушність начальник штабу «Галичини» майор Вольф-Дітріх Гайке, коли у німецькомовному виданні своїх спогадів про дивізію «Галичина» зазначав, що перейменування дивізії на 14-у гренадерську дивізію військ СС (Галицьку № 1) відбулося вже після битви під Бродами, а саме 27 липня 1944 р.. Подібні свідчення залишили підхорунжий дивізії «Галичина» Василь Верига та деякі інші дивізійники.
Згідно із записами журналів бойових дій, донесеннями і звітами червоноармійських частин та з'єднань, узагальненими в «Ілюстрованій хроніці битви під Бродами», найгарячішими точками протистояння між дивізією «Галичина» і військами 1-го Українського фронту Червоної армії були:
- Кругів. 15 липня 1944 р. введений у бойові дії 30-й піхотний полк «Галичини» зупинив подальше просування 336-ї стрілецької дивізії 15-го стрілецького корпусу і 99-ї стрілецької дивізії 23-го стрілецького корпусу 60-ї армії, а також 69-ї механізованої бригади, яка мала завдання допомогти стрілецьким частинам прорвати оборону в напрямку Кругів — Колтів — Сасів — Білий Камінь. Перша спроба бригади зазнала невдачі, а в обід того ж дня танкісти намацала слабке місце на півдні від позицій українських добровольців — на ділянці оборони 913-го полку 349-ї піхотної дивізії. Танкісти прорвала німецьку оборону в районі сіл Нище і Тростянець Малий, створивши разом з піхотою 322-ї стрілецької дивізії так званий «Колтівський коридор». Сам Колтів ще кілька днів перебував за межами цього проходу.

- Сасів — Колтів. Протягом 16-19 липня з району Сасів — Руда-Колтівська — Колтів здійснювалися атаки німецьких військ, в тому числі і підрозділів «Галичини», з метою перерізати Колтівський коридор в районі Нище — Тростянець Малий і вийти на з'єднання з південним (плугівським) угрупованням німецьких військ. Сасівсько-колтівському угрупованню двічі вдалося прорватися в район Тростянця Малого і на певний час перекрити рух червоноармійських частин по Колтівському коридору, однак для встановлення тривкого зв'язку з південним угруповання забракло сил.

- Опаки. Батальйони 99-ї стрілецької дивізії захопили село 16 липня 1944 р., однак були вибиті з нього і бої за цей опорний пункт тривали до ранку 21 липня. Завдяки жорстокій обороні в районі Опаки — Колтів було зірвано введення у прорив кінно-механізованої групи генерала Соколова, яка зосередилася для дій у напрямку Колтів — Сасів — Білий Камінь.

- Пеняки — Гута Пеняцька — Майдан. Згідно з планом Львівської наступальної операції, ударне угрупування 68-ї гвардійської стрілецької дивізії, що було сформоване на лівому фланзі дивізії, повинно було протягом першого дня наступу вийти в район Підгірців. Це завдання було виконане лише наприкінці 19 липня, коли були додатково введені 65-а мотострілецька бригада і 1442-й самохідно-артилерійський полк 31-го танкового корпусу. Гута Пеняцька кілька разів переходила із рук у руки.

- Жарків. Протягом 16-18 липня 1944 року на сильний і організований опір підрозділів «Галичини» наразилися частини 68-ї гвардійської стрілецької дивізії. Вибити українських дивізійників з Жаркова змогли підрозділи 31-го танкового корпусу, які в ніч на 19 липня 1944 р. завдали удару з тилу.

- Підгірці. Утримування Підгірців мало ключове значення для забезпечення прориву 13-го армійського корпусу генерала Гауффе в напрямку Білий Камінь — Почапи — Золочів. Вже 19 липня штаб 31-го танкового полку записав у журналі бойових дій про взяття міста, однак цей успіх виявився короткочасним. Протягом 19-20 липня Підгірці кілька разів переходили з рук у руки супротивників і лише в ніч на 21 липня підрозділи «Галичини», прикриваючись сильними ар'єргардами, відійшли із західних околиць міста.

- Ясенів. На сході від населеного пункту займали позиції підрозділи 29-го піхотного полку дивізії, які отримали завдання в ніч на 19 липня 1944 р. відійти на позиції Хватів — Загірці — Підгірці. Несподіванкою для них став фланговий прорив з південного напрямку танкових частин 242-ї танкової бригади 31-го танкового корпусу, в результаті якого під удар в районі Ясенева потрапили відступаючі колони 2-го куреня і німецькі обози, що відходили з Бродів. Кризова ситуація в районі Ясеневе стала причиною паніки і ганебної відставки командира дивізії бригадефюрера СС Фріца Фрайтага.

- Загірці — Хватів — Олесько. Оволодіння цими населеними пунктами і вихід в район Ожидів — Красне — таке найближче завдання стояло 19 липня 1944 року перед 31-м танковим корпусом. Внаслідок цього удару бродівське угруповання противника мало б бути розсічене на дві частини в районі шосе Олесько — Ожидів. Такого розвитку подій не допустили підрозділи «Галичини», знищивши 19-20 липня 1944 р. у боях за Хватів і Олесько 12 танків 242-ї танкової бригади.

- Гори Висока і Сторожиха (висота 360,0 на півночі від с. Жуличі). Підрозділи 30-го піхотного полку, після відходу з Підгірців, вранці 21 липня 1944 р. відновили контроль над цими висотами і зірвали плани 15-го стрілецького корпусу завдати удару з Сасова в напрямку хутір Булки — Белзець (Гончарівка) з метою розсічення німецького угруповання. Бої за панівні висоти біля Жулич тривали протягом всього дня 21 липня 1944 року і в першій половині наступного дня.

- Скварява. 21 липня 1944 р. підрозділи «Галичини» здобули Скваряву і створили плацдарм для виходу оточених частин Бродівського угрупування в південно-західному напрямку через Львівське шосе на ділянці Ляцьке (Червоне) — Велика Вільшаниця і в західному напрямку через Бортків на Глиняни.

- Почапи — Хильчиці — Бонишин — Ясенівці. Серед підрозділів і частин Бродівського угруповання, які прикривали лівий фланг коридору прориву на цій ділянці, у штабних документах Червоної армії найчастіше згадуються підрозділи «Галичини»[13]. Їх розрізняли не тільки за своєрідною камуфляжною уніформою, але й за характерними вигуками «Слава!», що лунали під час запеклих контратак.

- Княже. Запеклі бої за це село тривали протягом 20-23 липня 1944 р. Німецьким частинам вдалося повністю захопити Княже лише в ніч на 22 липня 1944 р., коли до атакувальних дій підключилися підрозділи «Галичини». Червоноармійським частинам вдалося повернути контроль над селом Княже о 9-й годині ранку 23 липня 1944 р.

- Білий Камінь — Бужок. З вечора до 11-ї години дня 22.07.1944 р. в районі цих населених пунктів прикривав відхід ар'єргардів бродівського угруповання на південь фузилерний батальйон дивізії «Галичина». Батальйон виконав поставлене завдання, хоча й сам зазнав дуже великих втрат. Із 900 осіб фузилерного батальйону до місця збору повернулися лише 53 вояки.

- Гавареччина. На правому березі Західного Бугу в районі Горішньої і Долішньої Гавареччини бойові дії тривали протягом усього дня 22 липня 1944 р. Надвечір сюди прорвалися частина оточених підрозділів з району Жуличі. За даними розвідки 514-го стрілецького полку 172-ї дивізії, в районі Гавареччини зібралося близько 2-х тисяч солдат противника. Ще одна значна група відмічена в лісі, що 1 км на заході від Підлисся. У ніч на 23 липня 1944 р. групи відійшли в західному напрямку.

- Вороняки. З ударним угруповання у складі бойової групи 8-ї танкової і 254-ї піхотної дивізії, яка з південної сторони прорвала бойові порядки 246-ї стрілецької дивізії і ввечері 20.07.1944 р. оволоділа Вороняками, повинні були контактувати передові батальйони корпусної групи «С». Батальйони мали завдання утримувати відкритим прохід в районі Ясенівці — Ляцьке для виведення з оточення ХІІІ армійського корпусу. Однак батальйони, порушивши наказ, відійшли в район Жукова, нібито на пошук німецьких танкових частин. Натомість до бойової групи 8-ї танкової і 254-ї піхотної дивізій приєдналися підрозділи «Галичини» і спільними зусиллями майже до обіду 22 липня 1944 р. утримували Вороняки, контратакували в напрямку Золочева і зберігали відкритим коридор для відходу оточених частин за маршрутом Ясенівці — Залісся — Майдан-Гологірський — Жуків.

- Майдан-Гологірський. У другій половині дня 22.07.1944 р. відбувся кількагодинний запеклий бій 914-го стрілецького полку 246-ї стрілецької з бойовими групами дивізії «Галичина» і 361-ї піхотної дивізії. Командування 914-го стрілецького корпусу вважало ці частини «ар'єргардом», що «прикривав відхід Бродівського угруповання». Тривала затримка підрозділів «Галичини» і 361-ї піхотної дивізії під командуванням генерала Ліндеманна в районі Майдану-Гологірського була спричинена намаганням утримати населений пункт як плацдарм для виведення тих залишків бродівського угрупування, що продовжували залишати в оточені на півночі від Львівського шосе. Чергова спроба прориву через шосе мала відбутися в ніч на 23 липня 1944 р.

- Гологори. У штабі 106-го стрілецького корпусу зазначали, що протягом 23 липня 1944 р. 148, 246 і 100-а стрілецькі дивізій провадили бої з розрізненими групами 14 дивізії СС «Галичина», 254, 349, 361-ї піхотних дивізій, 217-ї дивізійної групи і артилерійських частин корпусної групи «С», які прорвалися на південь від Львівського шосе. У журналі бойових дій 246-ї стрілецької дивізії уточняли: «Противник, прикриваючись ар'єргардними частинами, відходить в південно-західному напрямку. Дивізія, переслідуючи відступаючого противника, вийшла в р-н Гологори».

- Бродки — (село Миколаївського району, що на півдні від Львова). 28 липня 1944 р. військові підрозділи 38-ї армії мали бій з групою вояків дивізії «Галичина», що вирвалися з бродівського оточення. Частина групи загинула, а 5 дивізійників, як згадано в журналі бойових дій 38-ї армії, потрапило до полону. Загалом протягом дня 28 липня військами 38-ї армії було захоплено 80 полонених з різних частин, що діяли перед фронтом армії, однак окремо були згадані лише вояки дивізії «Галичина», які викликали в штабних офіцерів чи то здивування, чи повагу.

Під час розбору Львівської операції командуючий 60-ю армією генерал-полковник Павло Курочкін відзначив високу боєздатність дивізії «Галичина»:
```
«Туманне уявлення ми мали про 14 п[іхотну] д[ивізію] СС «Галичина», вважаючи, що вона не сильна і складається з 2-3 батальйонів;  на практиці виявилося, що це була одна із сильних дивізій, доведених до 9 тис. людей». 
[
14
]
. 
```

В іншому документі, а саме у «Вказівках командуючого військами 60-ї Армії на розборі Львівської операції», зазначено, що дивізія «Галичина» «була одна із найсильніших» («самых сильных») дивізій.
На думку радянського командування, як і захопленого в полон начальника оперативного відділу штабу 13-го армійського корпусу Вермахту, найслабшою ланкою в німецькій обороні виявилася 349-я піхотна під командуванням генерала Отто фон Ляша, по якій і був завданий головний удар 60-ї армії.

## Підсумки битви
У радянській історіографії панувала думка, що битва під Бродами тривала до 22 липня 1944 р. Проте у доповідній командуючого військами 1-го Українського фронту маршала Івана Конєва, адресованій верховному головнокомандуючому маршалу Йосипу Сталіну і підписаній о 21 год. 50 хв. 23.07.1944 року, уточнюється, що завершення ліквідації оточеного угруповання німецьких військ відбулося 23 липня 1944 р.. Така ж дата фігурує і у відповідному повідомленні інформаційного агентства «Совинфорбюро».
Із доповідної маршала Івана Конєва: "У ході наступальної операції військ 1-го Українського фронту в лісах, що південно-західніше від Броди, було оточене угрупування противника в складі п'яти дивізій, корпусної групи і частин посилення (361-ша, 349, 340 пд, 454 охоронна дивізія, 14 пд «СС» «Галичина», корпусна група «С», 300 загін штурмових гармат, 505, 507 окремі танкові батальйони, 508 будівельний батальйон, 70 саперний батальйон).
У результаті боїв з 19 по 23 липня 1944 р. оточене угрупування противника, що чинило запеклий опір, повністю розгромлене і знищене, взято в полон 17175 полонених. У числі взятих у полон офіцерів — командир 361 пд генерал-майор Лідман [Ліндеманн] і командир 454 охоронної дивізії генерал-майор Людвіг Йогансон [Недтвіґ]…
У боях знищено 38 000 солдат і офіцерів противника. Серед убитих офіцерів — командир 340 пд генерал-майор Бойтлер.
Загальні втрати в живій силі знищеного Бродівського угрупування противника складають до 55 000 осіб".
Під час підготовки доповідної маршалу Сталіну було надруковано, що в боях «знищено 48 000 солдат і офіцерів», а загальні втрати оточеного Бродівського угруповання складали «65 000». Однак в останній момент при підписі документа ці цифри відкоригували у бік зменшення.
Нині можна впевнено стверджувати, що дані про кількість загиблих і взятих у полон військовослужбовців зі складу Бродівського угруповання німецьких військ дуже перебільшені.
Згідно з довідкою штабу 1-го Українського фронту, за 14 — 31 липня 1944 року було взято у полон понад 30 тисяч солдат і офіцерів німецької армії. Журнал бойових дій військ 1-го Українського фронту, у якому фіксувалися щодення дані про полонених, дозволяє встановити, що в період боїв з оточеним Бродівським угрупованням німецьких військ (19-23 липня 1944 р.) на всіх ділянках фронту було взято у полон 13263 військовослужбовці.
Звичайно, що не мали відношення до Бродівського угруповання німецьких військ майже 2 тисячі полонених, захоплених впродовж 19-23 липня 1944 р. військами 3-ї гв., 1-ї гв., 38-ї і 18-ї загальновійськові армії. Отже, узагальнено можна говорити про 11-12 тис. полонених зі складу оточеного Бродівського угруповання, захоплених військами 60-ї і 13-ї армій..
Не витримує перевірки військовими документами висновок маршала Івана Конєва і чільних представників командування 1-го Українського фронту, що оточене угрупування противника було «повністю розгромлене і знищене».
Бродівське угруповання німецьких військ у складі 6 дивізій (340-ї, 361-ї, 349-ї піхотних, 454-ї охоронної, 14-ї дивізії Ваффен-СС «Галичина» і корпусної групи «С») до початку бойових дій нараховувало майже 65 тисяч осіб, яких в оточення потрапило близько 50 тисяч. Протягом 19-23 липня 1944 р. полягли в боях або ж потрапили до полону близько тридцяти тисяч військовослужбовців, прорвалися з оточення — не менше 20 тисяч солдат і офіцерів.

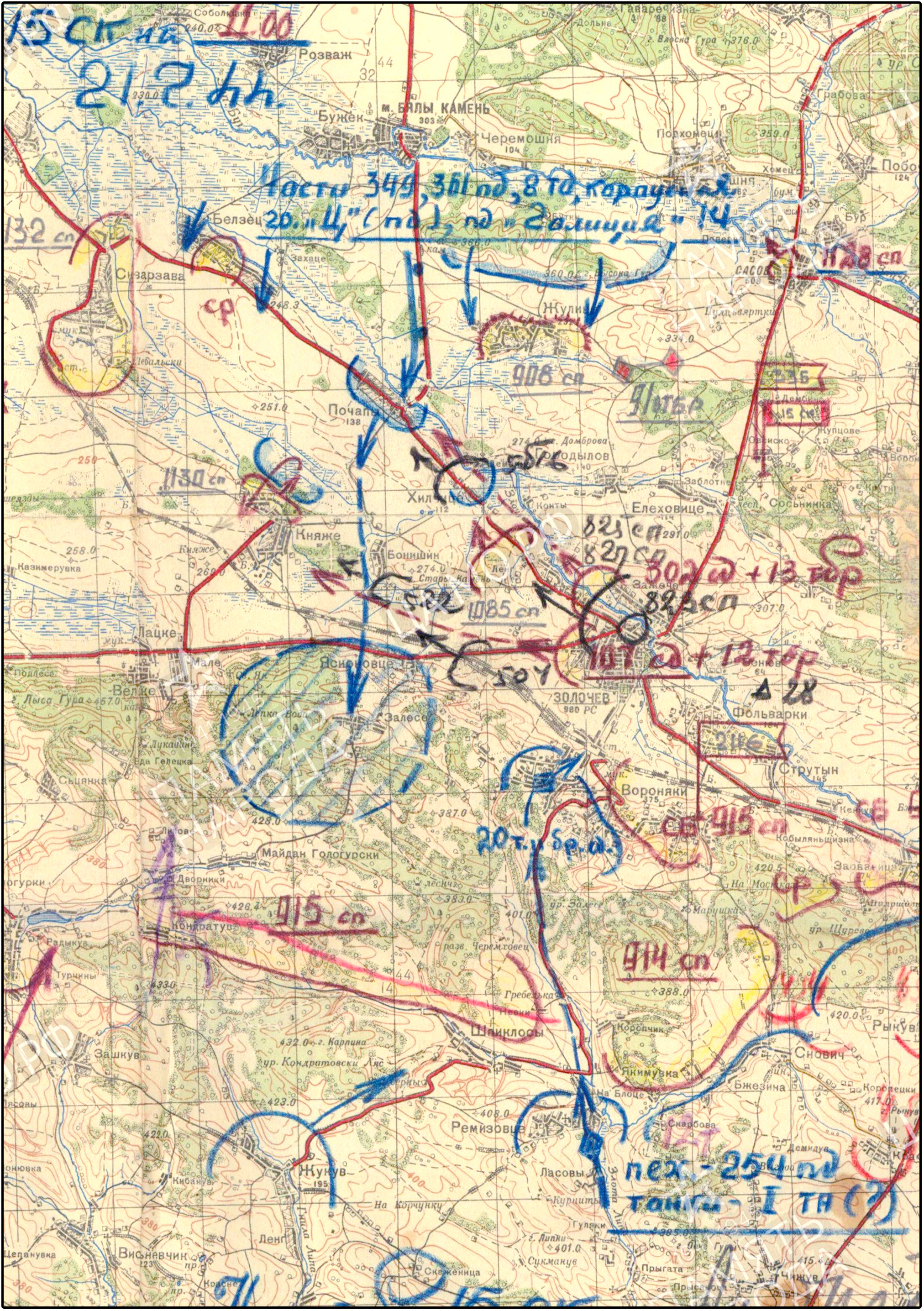
Прорив з оточення частини Бродівського угруповання німецький військ в першій половині дня 21 липня 1944 року на картосхемі штабу 15-го стрілецького корпусу.

За оцінками начальника штабу 48-го танкового корпусу полковника Ф. Меллентіна і командира корпусної групи «С» генерал-лейтенанта В. Лянґе, в районі Золочева з оточення змогли прорватися 15-20 тисяч осіб. Ще кілька тисяч німецьких солдатів прорвали перстень оточення в районні Кам'янки Струмилової (Кам'янка-Бузька), де завдавала удар 340-ва піхотна дивізія.
Оцінки німецьких офіцерів корелюються з думкою начальника штабу 23-го стрілецького корпусу 60-ї армії полковника Сергія Андрющенка, який вважав, що німецькі війська під час боїв в районі Золочева втратили до 15 тисяч солдат і офіцерів вбитими і понад 10 тисяч полоненими.
Згідно з даними ліквідаційних комісій 13-го армійського корпусу, інших частин та з'єднань 65-тисячного Бродівського угруповання німецьких військ вижилими вважаються майже 30 тисяч солдат і офіцерів.
У зв'язку з тим, що у битві під Бродами було майже повністю втрачене важке озброєння, транспортні засоби та військове спорядження, німецьке командування ухвалило рішення про розформування 13-го армійського корпусу, корпусної групи «С», 340, 361, 349-ї піхотних і 454-ї охоронної дивізія. Особовий склад цих з'єднань поповнив інші частини або ж став ядром для нових формувань. Натомість 14-а Галицька добровольча дивізія СС була реорганізована у 14-у гренадерську дивізію військ СС (Галицьку № 1).
Для посилення пропагандистського ефекту перемоги Червоної армії під Бродами у радянський час в основному замовчувався значною мірою успішний прорив 13-го армійського корпусу з оточення. Так само культивувалася теза, що в оточення потрапили і були знищені 8 німецьких дивізій. При підрахунках кількості німецьких з'єднань за 3 дивізії приймали корпусну групу «С», яка складалася з 183-ї, 217-ї і 339-ї дивізійних груп.
Новітня російська історіографія визнає, що в районі Бродів було оточено до 50 тисяч солдат та офіцерів противника, однак водночас продовжує підтримує тезу про ліквідацію 8 дивізій..
У 1944 р. червоноармійські штаби таких маніпуляцій собі не дозволяли. У штабі 1-го Українського фронту однозначно стверджували: «оточене Бродівське угруповання» складається із "досить сильно потріпаних шести ПД (454 ох., 340, 361 пд, 14 пд СС «Галичина», корпусна група «С» і залишків 349 пд)..
Напередодні битви під Бродами корпусна група «С» нараховувала загалом 11 312 людей бойового і допоміжного складу. Вона була дещо численнішою від 361-ї та 349-ї піхотних дивізій (відповідно 10131 і 10 588 осіб) і співвідносною з дивізією «Галичина» (близько 11 тис. людей). Однак корпусна група «С» не «дотягувала» навіть до повного штату німецької дивізії зразка 1944 р., в якій мало б бути майже 12,8 тис. людей.
Аналізуючи перший етап Львівсько-Сандомирської наступальної операції, насамперед битву під Бродами, маршал Георгій Жуков з докором наголошував, що історики описують бойові дії вельми однобоко, випускаючи негативні аспекти. «Розвідка 1-го Українського фронту цілком не змогла розкрити всю систему оборони противника, не виявила дислокації оперативних резервів німецького командування і насамперед його бронетанкових військ…». Були допущені серйозні прорахунки в артилерійській стрільбі та авіаційному бомбуванні, організації танкової підтримки піхоти… Тому на Львівському напрямку, — резюмував маршал, — «стріляли багато, а потрібних результатів не вийшло…».

## Дивізія «Галичина» і УПА
Німецьке командування було проінформоване про наявність відділів УПА в районі Бродів. Коли німецьке угруповання опинилося на межі знищення, було здійснено спробу зв'язатись з повстанцями для спільних бойових дій проти Червоної Армії, однак часу на координацію дій уже не було. Після відступу німецької армії з-під Бродів, деякі солдати української Дивізії приєдналися до куренів УПА.

Братська могила вояків дивізії «Галичина»

Після жорстоких боїв під Бродами 22 липня, 13-й корпус припинив існування. Тим не менше, більшість складу «Галичини» разом із рештками вермахту мужньо чинили опір більшовикам, скувавши в одному місці сили трьох радянських армій аж до 24 липня, а близько 1500 чоловік, з прапорами, штабом на чолі з генералом Фрайтагом організованими колонами прорвалися з оточення - і почали пробиватися на Закарпаття. У селі Середнє зібралося більше 1500 бійців (на додачу із технічною сотнею та запасним куренем, які не попали в оточення), і після короткого відпочинку група повернулася до Нойгаммеру. Там до неї приєдналося ще 1500 осіб, уцілілих під Бродами, і навчально-запасний полк у кількості 8000 чоловік і 5 поліційних батальйонів.
Після бою під Бродами, радянські війська перейшли в наступ на Львів. 20 липня Червона Армія зайняла Іваничі (Волинь), незважаючи на німецькі протиудари, залізничну станцію Рава-Руська. Одночасно дещо нижче Львова, ліве крило Конєва вдарило на Станіславів і перервало доступ до гірських перевалів у Карпатах.

## Наслідки битви
Розгром 13-го корпусу німців створив 1-му Українському фронту радянських військ сприятливі умови для наступу на Львів. Але Бродівська битва зіграла неоціненну роль для збереження самого Львова: за час битви німецькі частини залишили місто і боїв у Львові майже не було.
Битва під Бродами зірвала плани радянського командування щодо оточення та знищення рава-руського і львівського угруповання німецьких військ та створення умов для завдання головного удару Червоної армії у військовій кампанії 1944 року. Саме так німецька сторона оцінювало завдання 1-го Українського фронту в літньому наступі, особливо з огляду на концентрацію на львівському і рава-руському напрямках трьох із шести танкових армій, що були у складі збройних сил Радянського союзу.
Після Бродівської битви частина дивізійників «Галичини» поповнила ряди УПА, яка вела бойові дії на два фронти — проти німецьких і проти радянських військ. У лавах УПА боролися і згинули багато бійців Дивізії «Галичина».